# 危険な斜面
『危険な斜面』（きけんなしゃめん）は、松本清張の短編小説。『オール讀物』1959年2月号に掲載され、同年2月に短編集『危険な斜面』収録の表題作として、東京創元社から刊行された。
これまで8度テレビドラマ化されている。

## あらすじ
歌舞伎座で会社の得意先の接待に参加していた秋場文作は、ロビーで自社の会長・西島卓平の愛人を目にするが、呼び止められて、10年前の自分が何度か交渉を持った女・野関利江であると気づく。野関利江は秋場文作に電話番号を教え、交渉が復活する。秋場文作は、出世したい男であった。重役、部長、課長、平社員といった順序が、人生の階段として、絶えず意識にハシゴ型の影を落としていた。今の野関利江は西島会長の妾だから利用価値があるのだ、と秋場文作は考えた。しかし、野関利江は秋場文作を恋人と考えた。自分が老いて西島会長から捨てられる前に、秋場文作をつないでおきたいのだった。感情を沸騰させはじめた女を前に、秋場文作は黒い計画をめぐらす。

## テレビドラマ

### 1959年版
1959年11月7日と11月14日、フジテレビ系列の「スリラー劇場」枠（22:00-22:30）にて2回にわたり放映。
キャスト
- 梶川武利
- 千典子

スタッフ
- 制作：東京テレビ

### 1961年版
1961年2月20日・2月27日・3月6日、TBS系列の「ナショナル ゴールデン・アワー」枠（20:30-21:00）、「松本清張シリーズ・黒い断層」の1作として3回にわたり放映。
キャスト
- 須賀不二夫
- 浅茅しのぶ
- 丹阿弥谷津子
- 山本礼三郎
- 服部哲治
- 福島寿美子
- 沢村敏子

スタッフ
- 制作：東京テレビ

### 1962年版
1962年4月19日と4月20日（22:15-22:45）、NHKの「松本清張シリーズ・黒の組曲」の1作として2回にわたり放映。
キャスト
- 前田昌明
- 中川弘子
- 渡辺文雄
- 久保春二
- 立川恵作
- 二瓶秀雄
- 人見修
- 野々村潔

スタッフ
- 音楽：別宮貞雄
- 演出：田中昭男
- 制作：NHK

### 1966年版
1966年2月15日、関西テレビ制作・フジテレビ系列(FNS)の「松本清張シリーズ」枠（21:00-21:30）にて放映。
キャスト
- 川崎敬三
- 富永美沙子
- 内田朝雄
- 永田光男

スタッフ
- 脚本：春田耕三
- 監督：水野匡雄
- 制作：関西テレビ

### 1982年版
「松本清張の危険な斜面」。1982年11月6日、テレビ朝日系列の「土曜ワイド劇場」枠（21:02-22:51）にて放映。視聴率18.9％（ビデオリサーチ調べ、関東地区）。
キャスト
- 野関良子：水沢アキ
- 野関利江：田島令子
- 沼田仁一：三ツ木清隆
- 秋場文作：山本圭
- 宇野刑事：小池朝雄
- 西島卓平：西村晃
- 吉野佳子、大場順、松本朝夫、木村弓美、轟謙司、小林千枝、谷村洋子、簗正明、入江正徳、河合絃司、相馬剛三、玉城伸吾、菊地大、川村一代、武藤裕子、須賀良、森沢さとみ、伊東みゆき、秋田隆夫、垣内隆、諸星洋子、中原晴子、池田平八郎、金安ますみ、藤田泰文

スタッフ
- 脚本：猪又憲吾
- 監督：渡邉祐介
- 音楽：横山菁児
- プロデュース：牧野秀行、大久保忠幸、池ノ上雄一
- 制作：テレビ朝日、東映

### 1990年版
「松本清張スペシャル・危険な斜面」。1990年10月16日、日本テレビ系列の「火曜サスペンス劇場」枠（21:03-22:52）にて放映。視聴率19.2％（ビデオリサーチ調べ、関東地区）。
キャスト
- 秋場文作：古谷一行
- 野関利江：池上季実子
- 秋場正子：松本留美
- 沼田正二：薬丸裕英
- 西嶋卓平：入江英義
- 東総務課長：中原丈雄
- 近藤：渕野直幸
- 初子：野村昭子
- 小橋：ひかる一平
- 山田刑事：杉江廣太郎
- 水川刑事：沖田さとし
- 竹内靖
- 秘書室長：頭師孝雄
- 小寺大介
- 山崎猛
- 中島元
- 松浪志保
- 麻生美衣
- 森田水絵

スタッフ
- 企画：小坂敬
- プロデューサー：嶋村正敏、板橋貞夫、林悦子
- 脚本：宮川一郎
- 監督：松尾昭典
- 音楽：川村栄二
- 撮影：加藤正幸
- 美術：猪俣邦弘
- 照明：遠藤克巳
- 録音：井家眞紀夫
- 編集：井上治
- 音響効果：佐々木英世
- ポスプロ：映広
- 現像・テレシネ：IMAGICA
- 音楽協力：日本テレビ音楽
- 制作：日本テレビエンタープライズ、霧企画
- 製作著作：日本テレビ

### 2000年版
「松本清張特別企画・危険な斜面」。2000年9月24日21:00-22:54、TBS系列にて放映。現在はDVD化されている。
キャスト
- 野崎利江：田中美佐子 (ブティック経営者)
- 秋場文作：風間杜夫 (西島グループ下請け・西島機械勤務)
- 沼田仁一：袴田吉彦 (住宅供給会社の販売担当員)
- 田中刑事：斎藤洋介 (山口県警の刑事)
- 加藤刑事：温水洋一
- 西島卓平：大滝秀治 (西島グループ会長)
- 山崎課長：不破万作 (秋場文作の元上司)
- 秋場君江：深浦加奈子 (秋場文作の妻)
- 遠山：伊東孝明
- 木島京子：粟田麗 (西島グループ人事)
- 西島家の家政婦：松金よね子
- 山形：林昭夫
- 秋場の同僚：真実一路
- 篠田：三田村周三 (大学教授)
- 西島電機社員：佐野和敬
- 大久保：澤口夏奈子
- 沢口：高橋奈弓
- クラブのママ：元井須美子
- ブティック店長：眞山典子
- 店員：逸見愛
- 山本哲也、市川楓人、大塩武、斉藤あきら、新井一典、今井耕二、田中冨士夫、相田美和、金沢寿一、深山義夫、瀬戸将哉、高橋寛

スタッフ
- 脚本：金子成人
- 監督：大岡進
- プロデューサー：中川善晴（TBS）
- 音楽：奥慶一
- 撮影協力：九州旅客鉄道、東日本旅客鉄道、ホテルイースト21東京、天王洲セントラルタワー、東京MIビル、杏林大学、日商岩井 ほか
- 技術協力：東通、タムコ、ブル
- 制作：TBSエンタテインメント
- 製作著作：TBS

### 2012年版
「松本清張没後20年特別企画・危険な斜面」。2012年9月30日21:00-23:09、フジテレビ系列にて放映。平均視聴率7.4%(ビデオリサーチ調べ、関東地区)。
キャスト
- 秋場文作：渡部篤郎 (西島電機・厚木工場の製造部門勤務)
- 野関利江：長谷川京子 (西島電機HD秘書室長)
- 沼田仁一：溝端淳平 (西島電機に出入りする飲料会社のサービススタッフ)
- 野関せつ：萩尾みどり (野関利江の母。京都東山の水炊き・萬治郎の女将)
- 秋場知子：大路恵美 (秋場文作の妻)
- 秋場紀一郎：品川徹 (秋場文作の義父。元神奈川県議会議員)
- 久住：梨本謙次郎 (西島電機・厚木工場部長)
- 秋場菜々：伊藤栞穂 (秋場文作の娘)
- 浜中：長谷川朝晴 (西島電機・厚木工場課長)
- 八木誠：五辻真吾 (伊佐山の同僚刑事)
- 市村：木下政治 (警視庁の刑事)
- 下条：松川荘八 (鑑識)
- 竹之内：加藤満 (飲料会社主任)
- 小橋：旭屋光太郎 (西島電機人事課)
- 伊佐山の上司：高品剛
- 秘書：有山尚宏
- 伊佐山徳司：赤井英和（京都府警上賀茂署の刑事）
- 西島卓平：中村敦夫 (西島電機HD会長)
- 辻本伸太郎、鈴木アキノブ、加藤竜治、田野良樹、岩崎孝次、広村美つ美、森郁月、小高麻友美、上田香織、大和田萌　ほか

スタッフ
- 脚本：当摩寿史
- 監督：赤羽博
- サウンドデザイン：石井和之
- アクション指導：深作覚
- 技術協力：WING-T
- 撮影協力：東京エレクトロン、日立産機システム、ホテル日航東京、志木市、成田国際空港、京都東急ホテル、椿山荘 ほか
- 映像協力：京都新聞社 ほか
- 編成企画：水野綾子（フジテレビ）
- プロデューサー：岩崎文（ユニオン映画）
- 制作：フジテレビ
- 制作著作：ユニオン映画